# Eremiaphila zetterstedti
Eremiaphila zetterstedti är en bönsyrseart som beskrevs av Lefebvre 1835. Eremiaphila zetterstedti ingår i släktet Eremiaphila och familjen Eremiaphilidae. Inga underarter finns listade i Catalogue of Life.